# Hem (Nord)
Hem é uma comuna francesa, situada no departamento do Norte, na região de Altos da França. Ele é parte da Metrópole europeia de Lille.

## Geografia

### Localização
Hem  é uma cidade do Norte, situada no vale do Marque entre Roubaix e Villeneuve-d'Ascq.
Hem está localizada no limite entre as áreas muito densamente urbanizadas de Roubaix e as áreas mais rurais de Forest-sur-Marque ou Cysoing.

## Urbanismo

### Vias de comunicação e transportes
Ônibus
A cidade de Hem é servida por três linhas de ônibus e uma Liane operados pela Transpole :
- a linha de ônibus 16,
- a linha de ônibus 30,
- a linha de ônibus 37,
- a Liane 4.

Metro
Hem não é servida pelo metrô diretamente, no entanto diferentes linhas de ônibus fazem ligação.
Rede de estradas
Com cerca de 30 000 veículos por dia, a estrada principal é a route départementale 700, por vezes referida como Antenne Sud ou Antenne Sud de Roubaix, que liga Estaimpuis (Bélgica) a Villeneuve-d'Ascq. Via de comunicação entre as cidades do norte e do leste da Hem (Leers, Lys-lez-Lannoy, Lannoy, Toufflers bem como Forest-sur-Marque via a D952) e a rede de estradas da métropole lilloise via a RD6d, a D700 é muito congestionada. Um projeto de ampliação e paisagismo das rotundas é desejado de longa data, as consultas começaram em 2014 para um início de trabalho em 2017  mas com a passagem de competências ao nível da Metrópole europeia de Lille é relatado.
Rede aérea
O aeroporto de Lille-Lesquin fica a menos de 20 km de Hem, cerca de 15 min a 20 min de carro.

## Toponímia
Ham em flamengo.
Duas etimologias propostas sobre a origem da palavra Ham
- De acordo com Maurício Gysseling, o nome Ham vem do alemão Hamma, língua de terra que se projeta para um campo de inundação, provavelmente, os pântanos do Marque. Este nome, Ham, seria atestado desde o início do século XII[5].
- A palavra Ham, significa "morada" e comporta a ideia de algumas casas, alojamentos, agrupados em um hamlet.

O nome Ham assumiu a forma de Hem durante o século XIV. Assim, ele pode ser encontrado sob essa nova forma no mapa Exactissima Flandriae descriptio de 1558.
A pronúncia do H de Hem não é certa. Se pode encontrá-lo por H mudo, como em Château d'Hem ou de um antigo título de Marquis d'Hem, bem como o nome de uma série de associações atuais, parece que o conselho municipal favorece o H aspirado, como em seu site oficial.

## História
Hem conta entre as vilas mais antigas do Norte da França.
A partir de 1672, a indústria têxtil domina a vida econômica da vila.
Hem, território de 965 hectares, conta com menos de 5000 habitantes no início do Predefinição:S-. Primariamente essencialmente agrícola com suas belas planícies de Hauts-Champs, Longchamp, Beaumont e do Civron, a comuna esteve no auge de sua prosperidade industrial em 1900 , mantendo a 41 agricultores.
Neste momento, as usinas estavam florescendo :
7 tinturarias, 2 fábricas de tapete, 5 brasseries, 1 destilaria, 1 fábrica de arcos, 1 fábrica de telhados, 1 fábrica de tamancos e outra de garrafas, 1 fábrica de munição, 1 fábrica de tijolos e 2 tanoarias compunham então seu patrimônio industrial. Em torno destes 23 estabelecimentos que haviam sido construído, em bandas, em ruas ou em impasses, as chamados "maisons d'ouvriers" ("casas de operários") que fazem parte do patrimônio arquitetônico.
Foi após a Segunda Guerra Mundial que a cidade viu começar o seu processo de crescimento da população. De fato, em vinte anos, Hem viu a sua população quadruplicar. Núcleo de base da comuna, o centro histórico foi rapidamente se concentrar nas margens do território, as habitações da cidade nova foram se concentrar no setor norte e reagrupar quase 50 % da população.
Estas residências respondem por 72 % das habitações da comuna mas ocupam apenas 15 % da área do território.
Infelizmente, os trabalhos prestados pelas empresas e lojas da cidade não acompanhar seu rápido crescimento. Em 1975, apenas 2 200 empregos foram oferecidos no território da comuna com uma população ativa forte de 7 890 assalariados (dos quais cerca de metade são operários).
A partir de meados da década de 1970, com a desindustrialização, a população da comuna registrou uma diminuição ligeira mas constante.

## Política e administração

### Situação Administrativa

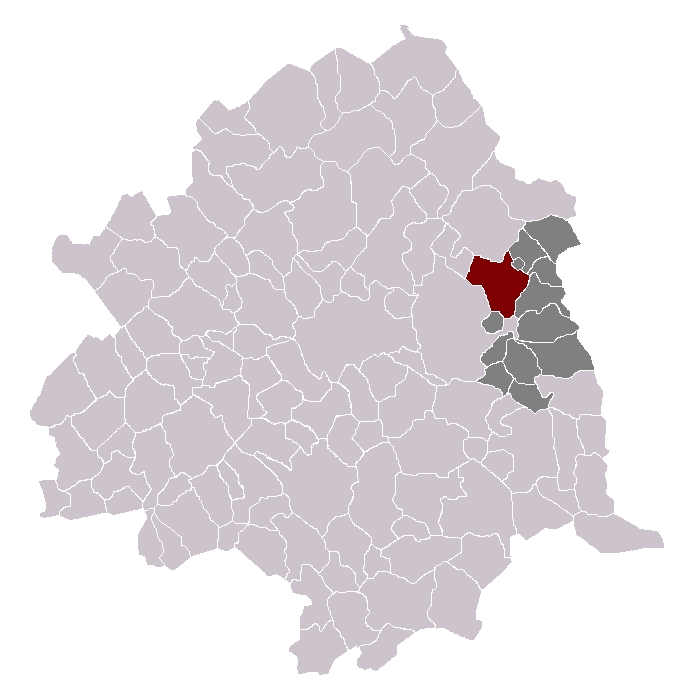
Hem em seu cantão e seu arrondissement.

Na França, a comuna de Hem faz parte do departamento do Norte na região dos Altos da França. 
No meio do arrondissement de Lille, a comuna pertence à Metrópole europeia de Lille. Deste fato ela faz parte da Eurométropole Lille-Kortrijk-Tournai, como o conjunto de comunas da MEL.

## Lugares e monumentos

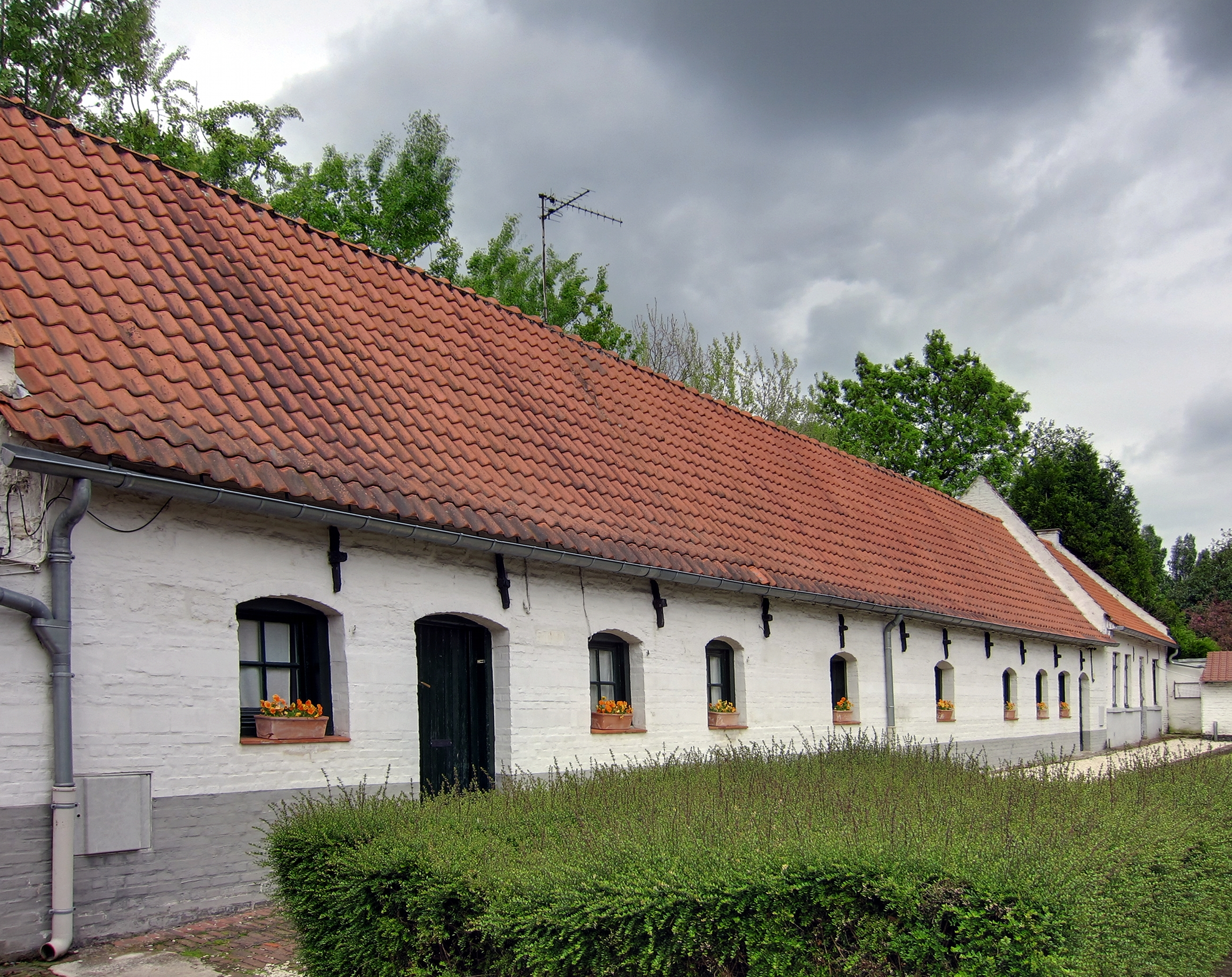
As casas Hempempont.

- A capela Sainte-Thérèse-de-l'Enfant Jesus e de la -Sainte-Face, consagrada em 1958 pelo cardeal Achille Liénart, bispo de Lille, foi projetada pelo arquiteto suíço Hermann Baur. Ela foi inscrita no inventário dos monumentos históricos em 1995[7]. Ele se encaixa em um antigo quintal de fazenda flamengo, que forma um béguinage. Sua forma lembra uma granja. Ele contém muitas obras de arte moderna, dois quais duas paredes de vitrais feitos por Alfred Manessier, elementos esculpido de Eugène Dodeigne e uma tapeçaria depois de Georges Rouault.
- As casas Hempempont, 14 rue de Croix, uma linha de quatro casas baixas e dependência inscritos no inventário dos monumentos históricos em 1995[8].
- O castelo foi queimado em 1918.

## Personalidades ligadas à comuna
- Daouda Semear (medalhista de prata no boxe nos Jogos Olímpicos de Pequim, em 2008).
- Alain Bondue ex-corredor ciclista e campeão do Mundo em sequência em 1981 e 1982.

## Geminação
- Mossley (Inglaterra), ver Mossley (em inglês)
- Wiehl (Alemanha), ver Wiehl (em alemão)
- Aljustrel (Portugal)